# Sacrifice (игра)
Sacrifice (МФА: [ˈsæk.ɹɪ.faɪs]; англ. Жертвоприношение) — компьютерная игра в жанре стратегии в реальном времени, выпущенная в 2000 году компанией Interplay Entertainment для платформы Windows 98. Разработчики из Shiny Entertainment включили в своё творение элементы сразу нескольких игровых жанров. Игроки управляли магами, которые сражаются друг с другом с помощью заклинаний и призываемых существ. Игра была портирована на Mac OS 9.2 в 2001 году.
В отличие от других стратегий в реальном времени, в Sacrifice сбору и управлению ресурсами уделено мало внимания. В игре нет работников; для вызова существ колдуны сами собирают души, а энергия для заклинаний (мана) постоянно восстанавливается. Игроки могут выбирать заклинания и существ пяти различных богов. Для победы над противником маг игрока должен пожертвовать дружественным созданием у алтаря своего врага, после осквернения которого тот будет изгнан. Вместе с одиночной кампанией, игра имеет и мультиплеер, где четверо игроков могут сразиться друг с другом через интернет.
Sacrifice была создана небольшой командой разработчиков; большую часть работы выполняли четверо ключевых сотрудников. Графический движок игры использовал технологию тесселяции: тысячи полигонов использовались для отображения объектов, требуя меньшей детализации и количества полигонов от игрового компьютера. С помощью регулирования требуемого уровня детализации игра могла запускаться на различных устройствах с максимальным качеством графики. В работе над игрой приняли участие профессиональные актёры, например Тим Карри, а автором саундтрека выступил Кевин Мантей. Жертвоприношение получило высокие оценки от игровой прессы за внешний вид и оформление игровых существ, а также за юмористический сюжет. К недостаткам относили высокую скорость и сложность боёв, требующих от игроков постоянного внимания. Несмотря на получение нескольких наград, игра не смогла стать коммерчески успешной.

## Игровой процесс

В ходе сражений важной целью игрока становится захват душ вражеских (красный цвет) существ и сохранение дружественных (голубой)

Вышедшая в 2000 году для платформы Windows 98 (а спустя год — для Mac OS 9.2), Sacrifice представляет собой стратегию в реальном времени с элементами action. Игроки управляют волшебниками и способны наблюдать за игрой с видом от третьего лица. Игрок начинает битву у собственного алтаря, и с помощью клавиатуры и компьютерной мыши управляет колдуном, создавая армии и используя заклинания для уничтожения своих врагов. Для победы над вражеским магом нужно с помощью специального заклинания осквернить его алтарь, принеся в жертву дружественное создание.
Заклинания могут отбросить противников, нанести урон волшебнику или его существам. Более сложные заклинания наносят больший урон на большем расстоянии, принимая вид торнадо и вулканов. Заклинания расходуют энергию, имеющую форму маны. Восстанавливается она весьма медленно, но этот процесс можно ускорить вблизи своего алтаря. На игровой карте есть несколько источников маны, и возведение на них монолитов усиливает восстановление магической энергии. Таким образом, мана является бесконечным ресурсом. Другим типом ресурсов являются души, использующиеся вместе с маной для вызова созданий. Игрок начинает с несколькими душами, и может увеличить их запас присвоением ничейных душ, а также захватом душ убитых вражеских существ.
Существа можно разделить на три класса: пехота, стрелки и летуны. Базируясь на принципе камень, ножницы, бумага, каждый вид войск имеет достоинства и недостатки. Пехотинцы наносят серьёзный ущерб стрелкам, но терпят сильный урон от летунов, которые не защищены от стрелков. Несколько созданий обладают специальными способностями, например создание защитных магических щитов, невидимость, или замедление противников. Двое юнитов — манахор и сак-доктор имеют особое предназначение. Первые увеличивают регенерацию маны, перенаправляя её от маналитов к волшебнику. Сак-доктора, вызываемые специальным заклинанием, захватывают души поверженных существ противника и проводят ритуал в дружественном алтаре, после которого новые души переходят к игроку. Помимо этого, эти существа участвуют в осквернении алтарей.
У каждого из пяти богов есть собственные уникальные заклинания и способности. Персефона, богиня жизни и природы, даровала своим последователям способности к регенерации. Богу смерти Карнелю служат мертвецы, и его магия направлена на высасывание жизни у врагов. Оставшиеся три бога: Джеймс (в русской версии Иаков), Стратос и Пиро повелевают природными стихиями (землёй, воздухом и огнём).
В отличие от предыдущих стратегий в реальном времени, игровой процесс Sacrifice не завязан на управлении сбором ресурсов и строительстве баз. Упор сделан на микроменеджменте юнитов, которых можно объединять в отряды, а победа во многом гарантируется их правильным использованием. Войска могут использовать различные тактические формации.

### Одиночная кампания
Одиночная кампания начинается со встречи главного героя Элдреда и слепого провидца Митраса в опустошённом войной мире. Посредством диалогов и внутриигрового видео герой рассказывает Митрасу о событиях, повлекших такой печальный итог. Элдред был деспотичным императором, правившим миром Джеры. Но правление длилось недолго, так как его подданные восстали, а вражеские войска не преминули организовать вторжение. С помощью магии герой вызвал демона Мардука, чтобы тот расправился с его оппонентами. Но тот оказался неуправляемым и разорил Джеру, а Элдреду пришлось бежать в новый мир. Тот в прошлом пережил катаклизм и из-за этого разделился на пять стран-архипелагов, состоящих из воздушных островов. Каждым из архипелагов правит собственный бог: Персефона, богиня жизни, правит Элизиумом, Джеймс, бог земли, правит Целиной, Стратос, бог воздуха, властвует над Империей, Пиро, бог огня, управляет Пироборией, а Карнель, бог смерти — Стигией. Противоречия между ними усиливает пророчество Митраса, согласно которому один из небожителей — предатель. Желая начать новую жизнь, Элдред предлагает свои услуги божествам.
Кампания длится десять миссий, в каждой из которых Элдред волен выбрать одного из пяти богов, дарующих в обмен свои заклинания и существ. Таким образом, на протяжении игры можно создать собственную уникальную армию, которую можно использовать в более поздних миссиях или в мультиплеере. С развитием игры герою придётся окончательно выбрать одного бога. В миссиях есть и второстепенные задания, выполнив которые Элдред получает бонусы к своим показателям (сопротивление магическому и физическому урону, увеличение количества здоровья и маны, и т. д.).
К середине кампании Элдред снова встречает Мардука. Демон объявляет о том, что и этот мир постигнет участь Джеры. Протагонист предупреждает об этом богов, считающих, что один из них поддерживает демона. Из-за этого мир начинают сотрясать войны между ними. К концу кампании Элдред помогает своему богу разобраться с противниками, попутно выяснив, что предателем является Стратос. Но в этот момент Митрас признаётся в том, что он — воплощение Мардука. Мардук насмехается над наивностью Элдреда и начинает последнее сражение, в ходе которого герой уничтожает демона.

### Мультиплеер
Sacrifice предоставляет игроку возможность сражаться по сети сразу с четырьмя противниками (людьми или компьютерами). Доступно четыре вида игр: Господство, Мясорубка, Сбор Душ и Схватка. В первом виде игры нужно захватить установленное число монолитов. Во втором режиме требуется как можно быстрее уничтожить заданное количество существ, а в третьем — скорее захватить указанное число душ. Игровой процесс последнего режима схож с одиночной кампанией; победитель должен осквернить вражеские алтари.
Первоначально многопользовательская игра была доступна через локальную сеть или посредством интернета с помощью комплексного обслуживания матчей. Последующие патчи добавили онлайн рейтинги и возможность компьютерного соединения через TCP/IP. Комплексное обслуживание матчей для Macintosh, осуществляемое GameRanger, может быть добавлено с помощью установки патча. Мультиплеерная игра невозможна для игроков с различными компьютерными платформами.

## Создание игры
Разработка Жертвоприношения стартовала в августе 1997 года. Главного программист Марти Браунлоу был вдохновлён игрой Chaos: The Battle of Wizards, вышедшей в 1985 года для компьютеров марки ZX Spectrum. В старой игре игроки управляли волшебниками, которые вызывали существ и колдовали для уничтожения своих конкурентов. Индустрия не сразу узнала о разработке новой игры из-за нежелания Shiny повторить неудачный маркетинговый опыт предыдущей игры Messiah. Выйдя в марте 2000 года, эта игра продвигалась весьма экстравагантными способами и из-за скептического отношения игровых изданий команда испытывала серьёзный стресс. Таким образом, за несколько месяцев разработки информация о новой игре не вышла за пределы компании. Согласно Браунлоу, его команда смогла сконцентрироваться на работе над игрой, не отвлекаясь на журналистов и «фанатов, подвергавших сомнению каждое принятое решение».
Большая часть работы была выполнена небольшой командой разработчиков. Игровой дизайнер Эрик Фланнум, ранее работавший в Blizzard Entertainment, вспомнил трёх ключевых людей: двух программистах и одном аниматора. По мере создания игры, к работе над ней подключились четверо дизайнеров уровней, а Джон Джвин пригласил Джоби Отеро в арт-команду. После окончания работы над основными аспектами Жертвоприношения для создания сценария однопользовательской кампании был приглашён бывший дизайнер и продюсер игры StarCraft Джеймс Финни. Его первый вариант был использован для записи закадрового озвучивания, с помощью которого разработчики смогли оценить игровую атмосферу. После этого студия наняла профессиональных актёров и актёров озвучивания для записи голосов игровых персонажей. Благодаря фильтрации звука голосам богов добавили сверхъестественную грань. Для работы над саундтреком Shiny наняла композитора Кевина Мантейя, до этого работавшего над музыкальным оформлением фильма «Крик 3» (в работе над которым использовался оркестр из 25 музыкальных инструментов) и телесериала «Баффи — истребительница вампиров». Основатель Shiny Entertainment Дэвид Перрис был настолько занят работой над Sacrifice, что отказался от предложения создать игру по мотивам фильма «Матрица».

### Графика
Графический движок Sacrifice был создан на базе движка, использованного в игре Messiah. В той игре персонажи создавались на базе тесселяции, использовавшей тысячи полигонов для создания их моделей и уменьшавшей их количество, когда требовалась меньшая детализация. Стандартный объект в Жертвоприношении занимал от 200 до 2 500 полигонов. Разработчики расширили использование этой технологии в новой игре. Вместо украшения мира горами, травой и цветами с помощью наложения двухмерных изображений, были использованы малые объекты ландшафта. Объекты в игре состоят из равнобедренных прямоугольных треугольников. Массив этих треугольников хранится в бинарном треугольном дереве структуры данных, простота разделения и управления алгоритмами данных позволяет графическому процессору увеличить детализацию. Эффекты от заклинаний в Sacrifice основаны на параметрических поверхностях, которые можно разбить на треугольники для содействия тесселяции.
В начале 2000 года были выпущены первые видеокарты, способные обрабатывать T&L. С помощью соответствующего программного обеспечения они смогли обеспечить детализацию графики и плавную анимацию. Узнав об этом, сотрудники Shiny несколько недель переписывали программное обеспечение новой игры. Они смогли улучшить графику, увеличив количество полигонов в моделях, а также установили программу для сканирования сцен, чтобы определить отображаемость объектов. Sacrifice стала первой игрой, использовавшей новые графические карты (GeForce 2 и Radeon). Благодаря этому удалось достичь гладкой анимации.
Для моделей персонажей Отеро и его команда отказались от образов, созданных книгами в жанре фэнтези (например, «Властелин колец»). Идеалом разработчиков стало утверждение, что «форма следует за назначением», согласно которому способности и предназначение создания можно определить по внешнему виду. По их мнению, создание, подрывающее врагов, должно выглядеть как «мультяшная бомба с ногами». Гвин детализировал наработки Отеро, и также работал над созданием модели Элдреда. Юмористическое отношение разработчиков к своей работе не ускользнуло от игровых журналистов; многие отметили сходство бога земли Джеймса с Червяком Джимом, героем предыдущих игр Shiny.

### Выпуск
К июню работа над основными аспектами игры была завершена, и Shiny приступила к следующему этапу, организовав бета-тестирование мультиплеера Sacrifice. Целью этого мероприятия был сбор информации об ошибках в программном обеспечении, проблемах с производительностью и возможных улучшениях. Издатель игры Interplay Entertainment создал специальный отдел по контролю качества, изучавший одиночный режим. Перри рекламировал игру, посещая игровых журналистов (например FiringSquad) и предоставляя им бета-версию игры. 17 ноября 2000 года Interplay выпустило Sacrifice для операционной системы Windows. Shiny добавила к игре редактор уровней Scapex, благодаря которому игроки могли создавать собственные уровни. Приспособление отображало вносимые игроками изменения по мере их добавления и предоставляло полный контроль над моделями и сценариями событий, не позволяя при этом создавать новых заклинаний и существ. Созданные игроками карты можно было использовать в многопользовательском режиме.
Ранее в том же месяце, MacPlay анонсировала портирование Sacrifice для компьютеров марки Apple. На это было потрачено несколько месяцев, и 14 декабря 2001 года стала доступна версия игры для Macintosh, но в этой версии не было Scapex, а многопользовательский режим был добавлен более поздним патчем.
Издателем Sacrifice в России выступила компания 1С. Выход в печать локализованной версии игры, получившей название Жертвоприношение состоялся 16 июня 2006 года.

## Отзывы и популярность
| Сводный рейтинг       | Сводный рейтинг     |
| Агрегатор             | Оценка              |
| --------------------- | ------------------- |
| GameRankings          | 89,53 %             |
| Metacritic            | 89 / 100 (31 обзор) |
| Иноязычные издания    |                     |
| Издание               | Оценка              |
| AllGame               | 7,0 / 10            |
| GameSpot              | 8,6 / 10            |
| GameSpy               | [ 52 ]              |
| IGN                   | 9,4 / 10            |
| Русскоязычные издания |                     |
| Издание               | Оценка              |
| Absolute Games        | 99 %.               |

Sacrifice была разработана и выпущена во время роста рынка видеоигр: в 1995 году жители США потратили на них 3,2 миллиарда долларов, а спустя пять лет — уже 6. «Солидная» стратегия в реальном времени могла разойтись в количестве более 100 000 копий, а игры, чей итоговый тираж составил менее 75 000 копий, считались провальными в коммерческом плане. Многие разработчики стратегий в реальном времени уделяли большее внимание графике, чем геймплею. Shiny Entertainment получила признание своих коллег за свои нестандартные игры, отличавшиеся юмором и уникальным художественным оформлением. Когда стало известно о том, что компания займётся созданием своей первой стратегии Sacrifice, несколько аналитиков индустрии заинтересовались качеством будущей игры.

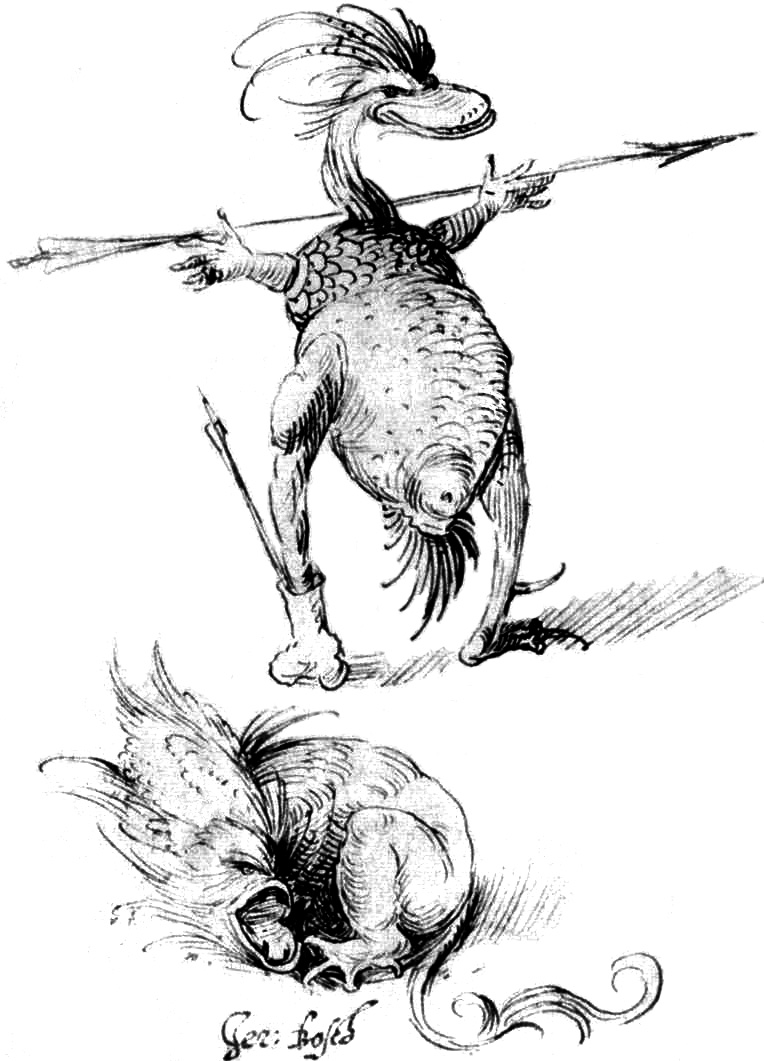
Игровые существа напомнили журналисту Киерону Джиллену работы Иеронима Босха

Рецензии на игру были благоприятны. Дизайн существ в Sacrifice произвёл благоприятное впечатление на индустрию. Нетрадиционность игровых созданий позволила игровому журналисту Майклу Эйлерсу сделать следующий вывод: «Это как если бы Сальвадор Дали и Ганс Рудольф Гигер собрались вместе и несколько недель игрались с 3D Studio Max, имея рядом с собой холодильник, забитый Bass Brewery». По мнению Киерона Джиллена Жертвоприношение напоминает игру Command and Conquer, дизайнером которой стал художник эпохи Ренессанса Иероним Босх. Помимо графической части, рецензент GameSpy Лии Хаумерсен отметил правдоподобность движения существ, заметив, что «летающие драконы направляют свои тела в воздухе так же, как и Драко из фильма Сердце дракона». Журналист Том Чик подвёл итог, описав своего мага, возглавлявшего «войско хлюпающих, ползающих, подпрыгивающих, кружащихся существ» как сущность того, «чему посвящена вся игра».
Оформление заклинаний также вызвало положительную реакцию журналистов. Сотрудник Next Generation Самуэль Басс назвал их «впечатляющими», в то время как для обозревателя Джона Бая «положительно захватывающим» стало лицезрение «падения на поле боя пылающих огненных ракет, торнадо, поднимавшего [его] воинов в небеса, или земли, опухавшей под ногами [его мага]». Хотя подобные эффекты применялись и в других играх, по мнению Гиллена совершенно иное ощущение видеть это с видом от первого лица. Обозреватели FiringSquad и PC Gamer были одинаково потрясены визуальными эффектами. Несмотря на то, что экран заполняли «крылатые, полностью анимированные демоны», игра без сбоев работала на компьютерах журналистов, чем удивила сотрудников журнала Edge.
Помимо графики, звуковое оформление игры также получило положительные отзывы. Сотрудники GameSpot наслаждались историей, которую развивалась с помощью игровых диалогов. По их мнению, актёры озвучивания не переигрывали, несмотря на экстравагантное появление их персонажей, а также смогли передать глубину внутреннего мира. Хаумерсен отметил, что движение губ персонажей не совпадало с произносимыми словами, а также ограниченность их жестов. Майкл Хаус из Allgame назвал актёрскую работу «разнородной».
Некоторые рецензенты отметили неудобность игрового интерфейса при отображении сражений. В ходе борьбы, игрок должен отдавать команды подконтрольным существам и следить за здоровьем мага и уровнем его маны, чтобы творить заклинания. Обозреватели высказали мнение, что в случае проигрыша нескольких ранних боёв игрок не сможет выиграть игровой матч, так как его армия не успеет оправиться от потерь. В мультиплеере Сэм Паркер из GameSpot наблюдал патовые ситуации, которые заканчивались лишь при получении доступа к мощным заклятьям. Журналист PC Zone Кейт Пуллин была разочарована тем, что разработчики не смогли сподобить игроков на тактические решения; она сама смогла одержать победу лишь вызовом новых существ. По мнению Бэсс достоинства игры перевешивают её недостатки. Обозреватель IGN Дэн Адамс посчитал, что AI компьютерных противников в мультиплеере уступает одиночной части игры.
Данные о количестве проданных копий Sacrifice не разглашались, но некоторые представители игровой индустрии сообщали о её плохих продажах. Старший вице-президент Infogrames Джеймс Белл заявил о том, что это была отличная игра, но её низкие продажи объясняются плохим маркетингом и неудачной датой выпуска. По мнению Гиллена своей неудачей Sacrifice обязана разработчикам, сделавших её нишевым, а не массовым продуктом.

### Наследие
По версии IGN Sacrifice стала лучшей стратегической игрой 2000 года. В тот же год организаторы European Computer Trade Show назвали её Лучшей компьютерной игрой шоу. С момента своего выхода игра на протяжении 8 лет попадала в список Топ-100 игр, составляемый журналом PC Gamer. Вглядываясь в историю стратегий в реальном времени, сотрудник Gamespot Кевин Джерик указал на то, что «глубина и оригинальность» этой игры не имеет аналогов в жанре, о чём часто забывали из-за её графики. Редакция игрового сайта UGO высказала схожее мнение, поместив игру в 2009 году на 18 место в списке лучших стратегий всех времён.
Несмотря на то, что Sacrifice была признана качественной игрой, сотрудники GamesRadar обратили внимание на то, что она стала «практически невидимой для игровой общественности». По мнению Гиллена, лишь немногие помнят о том, что Жертвоприношение была пионером в системе управления компьютерной мышью, но революционными посчитали идеи из более поздней игры Black & White. Он также посетовал на то, что выпустив Sacrifice, Shiny перестала создавать креативные игры и в дальнейшем ушла в сторону мейнстрима, например выпустив Enter the Matrix. Несмотря на многочисленные призывы выпустить сиквел, в 2002 году разработчик заявил о том, что не собирается разрабатывать продолжение. В 2009 году GamesRadar повторил эту просьбу, назвав Sacrifice «одной из самых недооценённых игр всех времён и народов».